# ماريانو سانز
ماريانو سانز (بالإسبانية: Mariano Sanz Novillo)‏ (11 نوفمبر 1989 ببنيدورم في إسبانيا - ) هو لاعب كرة قدم إسباني في مركز الهجوم. لعب مع راسينغ سانتاندير ونادي إيركوليس وBenidorm CF ‏.

## روابط خارجية
- ماريانو سانز على موقع قاعدة بيانات كرة القدم.إي يو (الإنجليزية)
- ماريانو سانز على موقع Soccerway.com (الإنجليزية)
- ماريانو سانز على موقع AS.com (الإسبانية)